# Graf DK 4

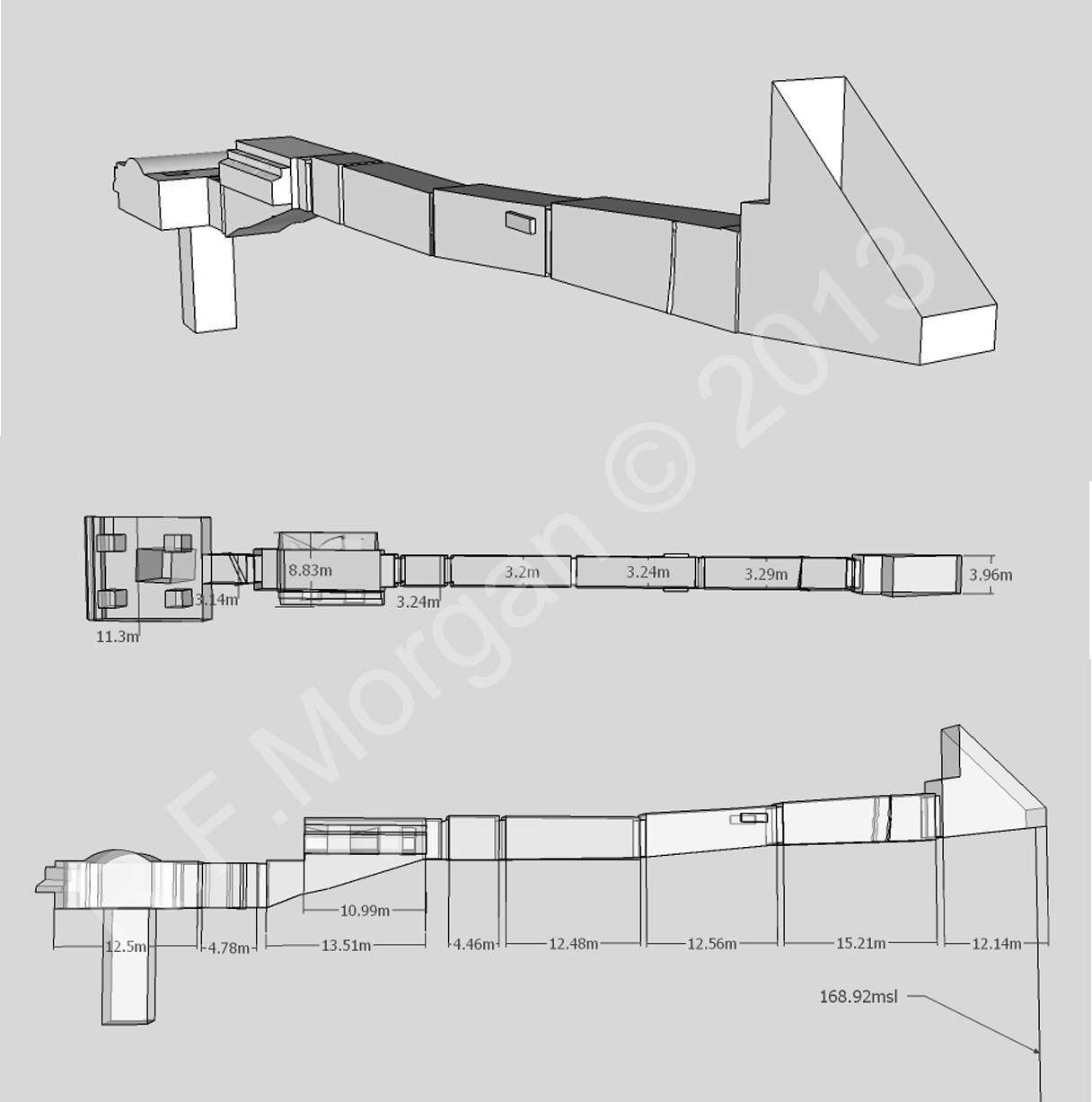
Schematische weergave van graf DK 4

Graf DK 4 is het graf van Ramses XI, een farao uit de 20e dynastie. Deze tombe is niet volledig afgemaakt. Het graf is tot honderd meter in de berg gehakt, en het is niet bekend of het ooit in gebruik is genomen als tombe. Het is vermoedelijk de laatste tombe die ooit in de vallei is gemaakt. 
De tombe is in de loop der jaren voor verschillende doeleinden gebruikt. In de tijd dat het christendom in Egypte was (toen een groot deel van de vallei werd gebruikt als woonplaats, etc.), werd de tombe als huis en zelfs als stal gebruikt. Howard Carter gebruikte de tombe als eetkamer en opslagplaats tijdens zijn werk aan de tombe van Toetanchamon (Graf DK 62).

## Opbouw graf
Het graf begint met een gang, die in drie delen is verdeeld. Na de gang komt de pijlerhal, maar die is  niet afgemaakt. Een van de pilaren is nog verbonden met de rotsen. Na de pijlerhal komt nog een gang die naar de grafkamer loopt. Die verkeert echter in zeer slechte staat, het plafond is deels kapot. Ook de rest van het graf is in slechte staat. Dat geldt ook voor het plafond. Dat is vermoedelijk door de plaats waar hij is gebouwd. De tombe is in een slechte steen gebouwd, waardoor hij langzaam inzakt. In de oudheid heeft men al eens geprobeerd dit te herstellen, maar tevergeefs.